# Wambach (Kleines Wiesental)

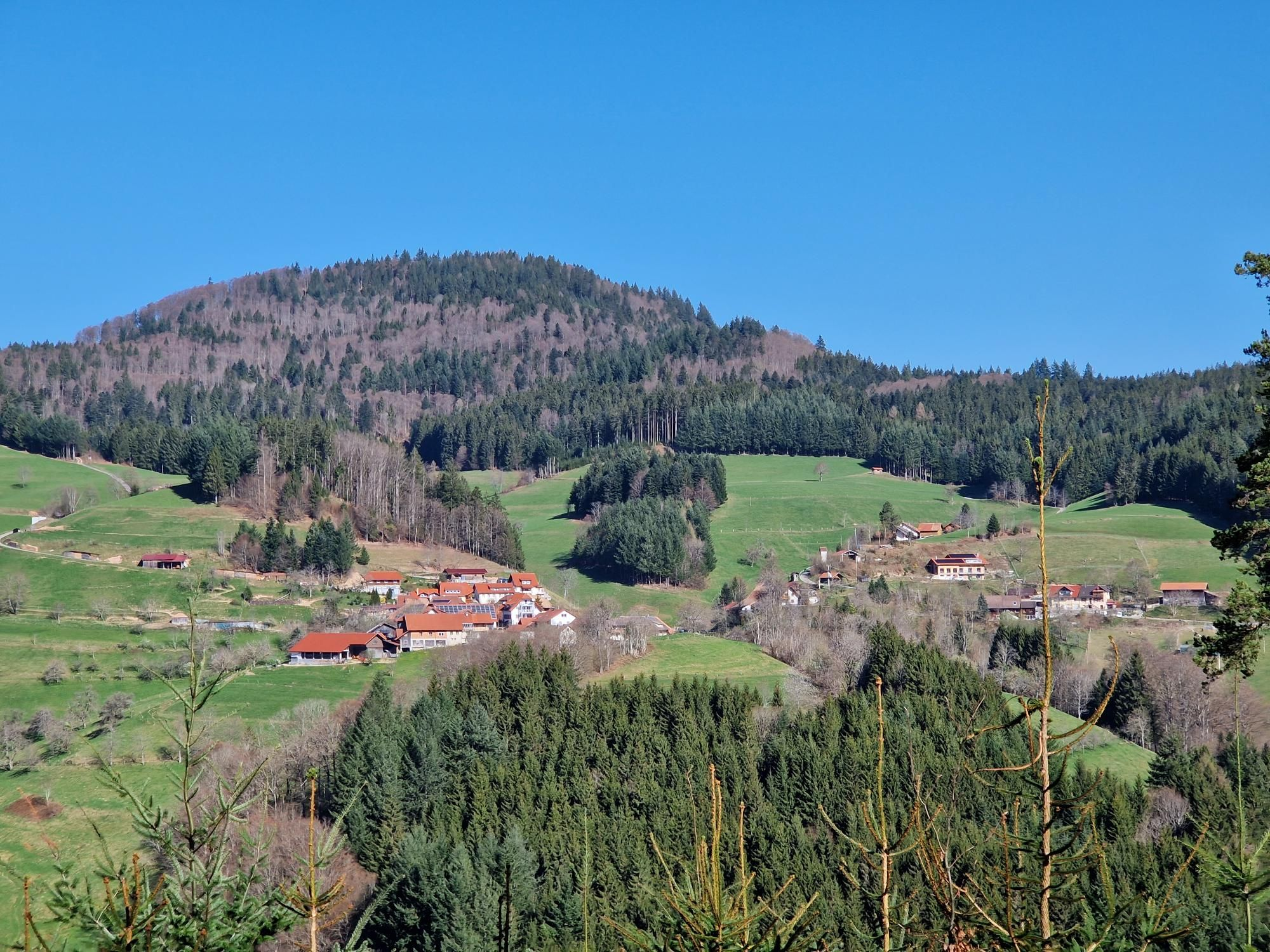
Ortsbild Wambach von Süden mit dem Hohwildsberg im Hintergrund

Wambach ist ein Wohnplatz in der Gemeinde Kleines Wiesental im Landkreis Lörrach, der dem Ortsteil Wies zurechnet wird. Der abgelegene Weiler liegt auf rund 751 m ü. NHN. 

## Geographie und Siedlungsbild
Wambach ist nur über eine einzige asphaltierte Straße erreichbar. Die rund zwei Kilometer lange Stichstraße von Wies aus zweigt südwestlich vom Tal der Köhlgartenwiese ab. Die Besiedlung von Wambach liegt im Wesentlichen entlang der sich mäandernden Ortsstraße. Nordöstlich von der Besiedlung entspringt der gleichnamige, rund 2,7 Kilometer lange Fluss Wambach, der in die Köhlgartenwiese mündet. Der Wohnplatz weist eine eigenständige Prägung auf und hat seinen dörflichen Charakter auch dadurch bewahrt, dass es nur wenige Aus- und Neubauten gibt. Wambach befindet sich an einem Bergsporn und sein zentraler Dorfkern wird durch eine Dorflinde mit Sitzplatz und Brunnen gebildet. Am Platz steht das alte steinerne Schulgebäude von 1849, auf der anderen Seite des Platzes befindet sich eine quergestellte große Scheune.
Westlich von Wambach erhebt sich ein Nebenkamm des südlichen Kammschwarzwaldes. Die höchsten Gipfel sind der Wildsberg (1018 m ü. NHN) und nördlich davon der Hohwildsberg (1084 m ü. NHN), die rund einen Kilometer Luftlinie vom Ort liegen.

## Geschichte

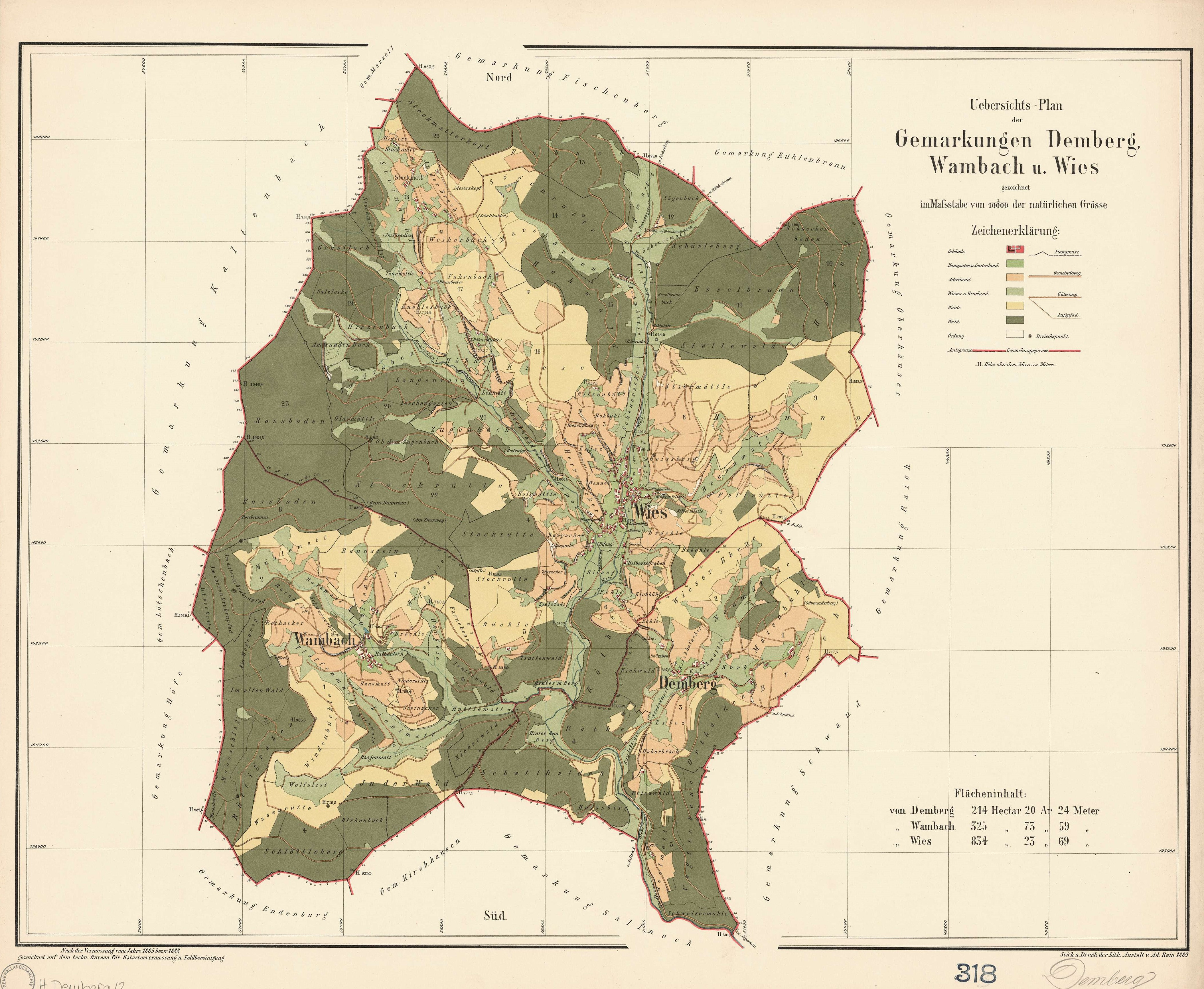
Historische Karte von 1889 mit den Gemarkungen zu Wambach, Demberg und Wies

Die Ersterwähnung von Wambach geht auf das Jahr 1352 zurück. Die damalige Namensform war Wandbach, 1572 dann Wampach. Die Herkunft des Ortsnamens ist ungeklärt. In seinen Anfängen gehörte der Weiler zur markgräflichen Vogtei Vogelbach bzw. Malsburg, mit dem es über den Lipplepass verbunden ist. Seit 1812 gehört Wambach als Nebenort mit eigener Gemarkung zu Wies. Die Zuständigkeit der Kirche war ebenfalls zunächst in Vogelbach, erst ab 1779 wurde es zur Kirche in Wies zugeordnet. Seine damalige Gemarkungsgröße betrug gut 325 Hektar. Im amtlichen Regionallexikon von 1859 wird erwähnt, dass Wambach 90 Einwohner hatte.

## Persönlichkeiten
In Wambach praktizierte der spätere Nobelpreisträger für Medizin Werner Forßmann von 1945 bis 1956. Hier verbrachte er auch die letzten Jahre bis zu seinem Tod 1979.